# 虚拟网络接口
虚拟网络接口又稱虚拟网卡，是使用网络底层编程技术实现的一个驱动软件。安装此类程序后主机上会增加一个非真实的网卡（TAP或TUN），并可以像其它网卡一样进行配置。服务程序可以在应用层打开虚拟网卡，如果应用软件（如网络浏览器）向虚拟网卡发送数据，则服务程序可以读取到该数据。如果服务程序写合适的数据到虚拟网卡，应用软件也可以接收得到。虚拟网卡在很多的操作系统中都有相应的实现。